# 대한민국 헌법 제71조
대한민국 헌법 제71조는 대한민국 헌법의 조항이다.

## 본문
대통령이 궐위되거나 사고로 인하여 직무를 수행할 수 없을 때에는 국무총리, 법률이 정한 국무위원의 순서로 그 권한을 대행한다.

## 내용
대통령의 권한대행에 관한 내용이다.

## 같이 보기
- 대한민국의 대통령 권한대행